# Povrtarstvo
Povrtarstvo je deo biljne proizvodnje koji se bavi proizvodnjom povrća. Povrtarstvo kao naučna disciplina proučava biologiju povrća kao osnovu razvoja tehnologije gajenja, za povećanje prinosa, poboljšanje kvaliteta i snižavanje troškova proizvodnje. Povrtarstvo kao nastavna disciplina se deli na: opšte i posebno povrtarstvo. Ono obuhvata gajenje biljaka na otvorenom polju (oranice) i gajenje biljaka u zaštićenom prostoru.

## Tipovi proizvodnje
Mogu razlikovati sledeći tipovi proizvodnje:
- gajenje u vrtovima i na okućnicama
- baštovanska proizvodnja (robna)
- plantažno gajenje (uska specijalizacija)
- u zaštićenom prostoru
- kombinovani načini

## Proizvodnja povrća u svetu
Proizvodnja povrća je regionalno različita i neravnomerno razmeštena, kako po kontinentima tako i po zemljama. Regionalno posmatrano 84% svetske proizvodnje povrća ostvaruje se u Aziji (64%) i Evropi (19%). U strukturi proizvodnje krompira učestvuje oko 38%, ostalo povrće oko 36%, paradajz oko 10%, kupus i ostale kupusnjače oko 6%, crni luk oko 5%, pasulj i grašak oko 3%, i paprika oko 2%.

## Proizvodnja povrća u Srbiji
Srbija ima velike potencijale što se tiče uzgoja povrća, svake godine se gaji sve više povrtarskih vrsta. Najveća proizvodnja je pored velikih reka, tako su najmanji troškovi navodnjavanja. Srbija većinu povrća koju proizvede, potroši na svom tržištu, samo manji deo se izvozi za Rusiju.

## Objekti za gajenje povrća u zaštićenom prostoru
Proizvodnja povrća u zaštićenom prostoru, lejama, plastenicima i staklenicima omogućuje konstantno snabdevanje tržišta svežim povrćem tokom čitave godine, a to znači i pravilnu ishranu s obzirom na biološki značaj povrća u čovekovoj ishrani. Ova proizvodnja predstavlja najintenzivniji oblik povrtarske proizvodnje, gde se optimalnim uslovima postižu visoki prinosi uz mogućnosti planiranja vremena berbe. S obzirom na različite vrste zaštićenog prostora, zadatak zaštićenog prostora je privremena zaštita biljaka od mraza, proizvodnja rasada i proizvodnja povrća. Zaštitom od mraza stvara se mogućnost rane prolećne odnosno kasne jesenje proizvodnje. Zato takva proizvodnja i omogućuje ostvarenje visokog prinosa i dobrog kvaliteta, sa planiranim vremenom isporuke.

## Staklenici
Staklenici su najsavršeniji oblik zaštićenog prostora. Oni su isto tako i najskuplji vid zaštićenog prostora. U njima se mogu ostvariti mnogo povoljniji vegetacioni uslovi. Savremeni staklenici su opremljeni najsavremenijim uređajima koji sami regulišu mikroklimatske uslove. Staklenici se uglavnom koriste za proizvodnju svežeg povrća u toku zime i proleća, a mogu da se koriste i za gajenje rasada.

## Proizvodnja rasada povrća
Veliki broj povrtarskih kultura razmnožava se rasadom. Rasad predstavlja mladu biljku u fazi kada ima 4-10 stalnih listova, proizvedenu najčešće u zaštićenom prostoru. Proizvodnjom rasada se postižu vrlo korisni ciljevi:
- ostvaruje se ranije prispevanje povrća za 6-8 nedelja u poređenju sa bezrasadnom kulturom
- period vegetacije biljaka u polju znatno se skraćuje i time omogućuje bolje iskorišćavanje zemljišta i ubiranje više plodova sa iste površine
- utroši se manje semena, što je značajno ako se koristi skupo seme (hibridno)

### Paradajz
Paradajz (Lycopersicon esculentum) ima široku upotrebu u ishrani stanovništva. Koristi se kao svež, zreo plod, zelen plod i u vidu različitih prerađevina. Paradajz je druga najprodavanija namirnica na svetskoj pijaci, posle banana. Sve više se gaji u zaštićenom prostoru zbog velike potražnje na tržištu. Godišnja proizvodnja paradajza iznosi oko 160 miliona tona.
Malčiranje zemljišta je mera nege useva, tačnije to je prevlačenje zemljišta raznim crnim i poluprozirnim folijama, povećava temperaturu zemljišta, što direktno utiče na brži rast biljke, ranije dozrevanje plodova, povećanje prinosa i kvaliteta plodova.

### Kupus
Kupus (Brassica oleracea) spada u najstarije gajene biljke. Gajili su ga stari narodi u Sredozemlju Grci i Rimljani. Gaji se svuda, u ravnicama, rečnim dolinama, brdsko-planinskom području a najviše u okolini velikih gradova. Može da uspeva i na visinama do 2000 metara.

### Grašak
Grašak (Pisum sativum) je jednogodišnja zeljasta biljka iz porodice lepirnjača (Fabaceae), velike je hranljive vrednosti i kao povrtarska kultura ubraja se u grupu zrnenih mahunarki. Za jelo se koristi zrno graška u tehnološkoj zrelosti pripremljeno na različite načine. Grašak u sebi sadrži 12-16% ugljenih hidrata zbog čega je značajan za ljudsku ishranu.

## Literatura
- "Posebno povrtarstvo prerađeno za poljoprivrednu školu" Lazić Branka
- "Posebno povrtarstvo" 2012-2013
- "Ratarstvo i povrtarstvo", Zoran Broćić 2014

## Spoljašnje veze
- Povrtarstvo - Zdrava Srbija
- Plastenička proizvodnja paradajza